# Phanogomphus sandrius
Phanogomphus sandrius is een echte libel uit de familie van de rombouten (Gomphidae).
De wetenschappelijke naam van de soort werd in 1983 als Gomphus sandrius gepubliceerd door Kenneth J. Tennessen.
De soort staat op de Rode Lijst van de IUCN als kwetsbaar, beoordelingsjaar 2016; de trend van de populatie is volgens de IUCN dalend.